# August Heinrich Christian Westphal
August Heinrich Christian Westphal (Koeslin, 9 de agosto de 1846 — ?) foi um matemático alemão.
Filho de Heinrich Westphal e Henrietta Otte.